# Союз МС-01
«Союз МС-01» — транспортний пілотований корабель, який було запущено 7 липня 2016 року до міжнародної космічної станції. Під час польоту доставлено трьох учасників експедиції МКС-48/ 49. Це 128-й пілотований політ корабля «Союз», перший політ якого відбувся в 1967.
Корабель серії «Союз МС» є новою модернізованою версією космічного корабля «Союз ТМА-М».

## Екіпаж
- (ФКА) Анатолій Іванишин (2) — командир екіпажу[5];
- (JAXA) Такуя Онісі (1) — бортінженер № 1;
- (NASA) Кетлін Рубенс (1) — бортінженер № 2.

## Дублери
- (ФКА) Олег Новицький (2) — командир екіпажу[5];
- Франція (ЕКА) Тома Песке (1) — бортінженер № 1;
- (NASA) Пеґґі Вітсон (3) — бортінженер № 2.

## Основні задачі польоту
- Доставка до МКС трьох членів екіпажу;
- Робота екіпажу за програмою МКС-48/49;
- Від'єднання від МКС та повернення трьох членів екіпажу МКС-48/49 на Землю.

## Підготовка до польоту
Спочатку було заплановано запуск корабля на 21 червня 2016 року, однак з метою додаткового тестування обладнання старт відклали спочатку на 24 червня, а згодом — на 7 липня. У зв'язку з цим було перенесено запуск транспортного корабля «Прогрес МС-03» з 7 на 17 липня.

## Хід польоту

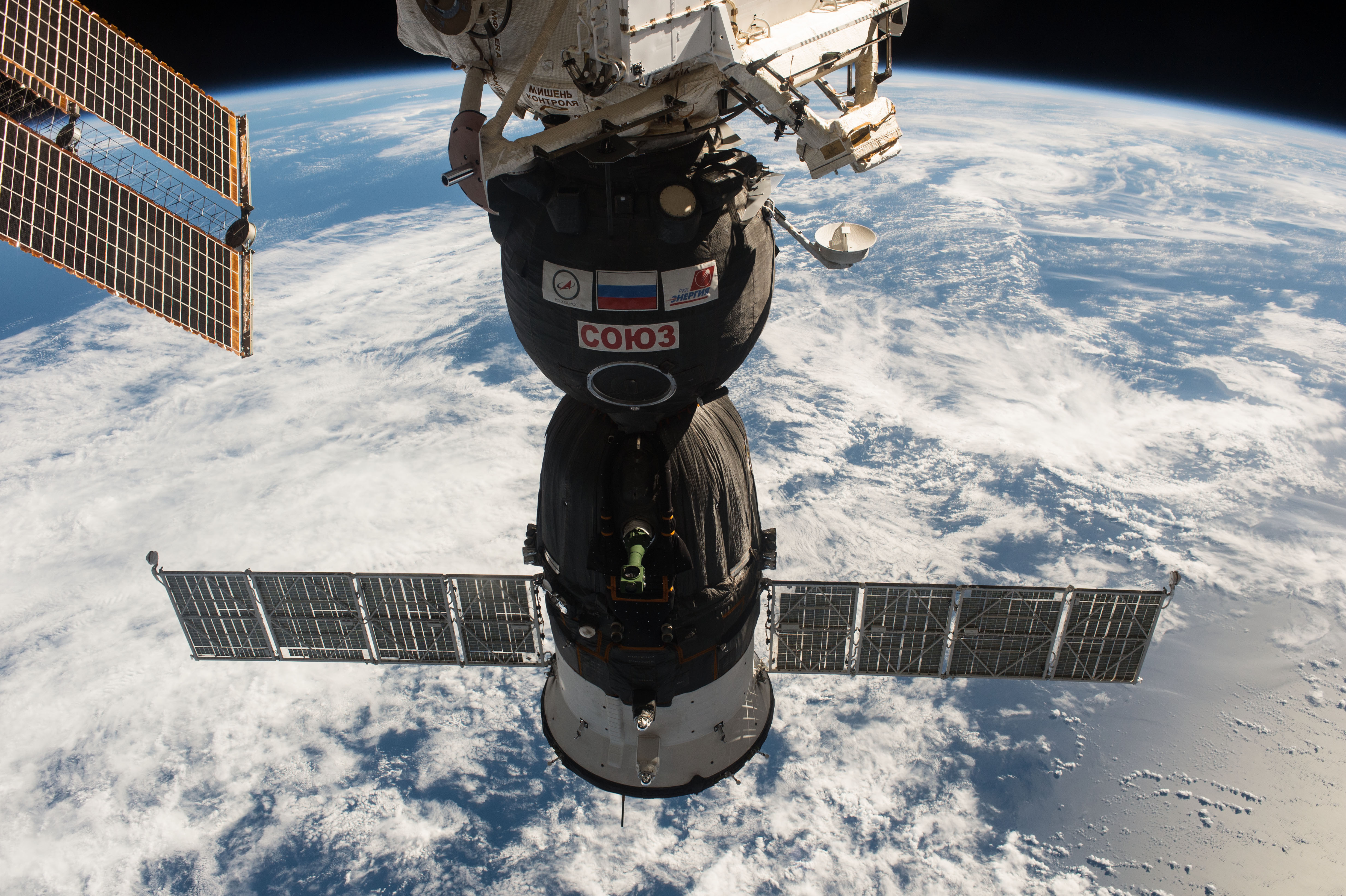
«Союз МС-01» пристикований до МКС, 10.07.2016

«Союз МС-01» успішно стартував з космодрому Байконур 7 липня 2016 року о 1:36 (UTC). Програмою польоту передбачалася двохдобова схема зближення з МКС.
9 липня «Союз МС-01» успішно пристикувався до МКС. Зближення відбувалося в автоматичному режимі. О 4:06 (UTC) здійснено механічне захоплення корабля, після чого його було приєднано до модуля Рассвєт. О 6:25 (UTC) космонавти перейшли на борт МКС.
Відстиковка «Союз МС-01» від МКС з трьома космонавтами на борту відбулася 30 жовтня 00:35 (UTC). За три години, о 03:58 (UTC) «Союз МС-01» успішно приземлився в казахстанському степу.

## Галерея

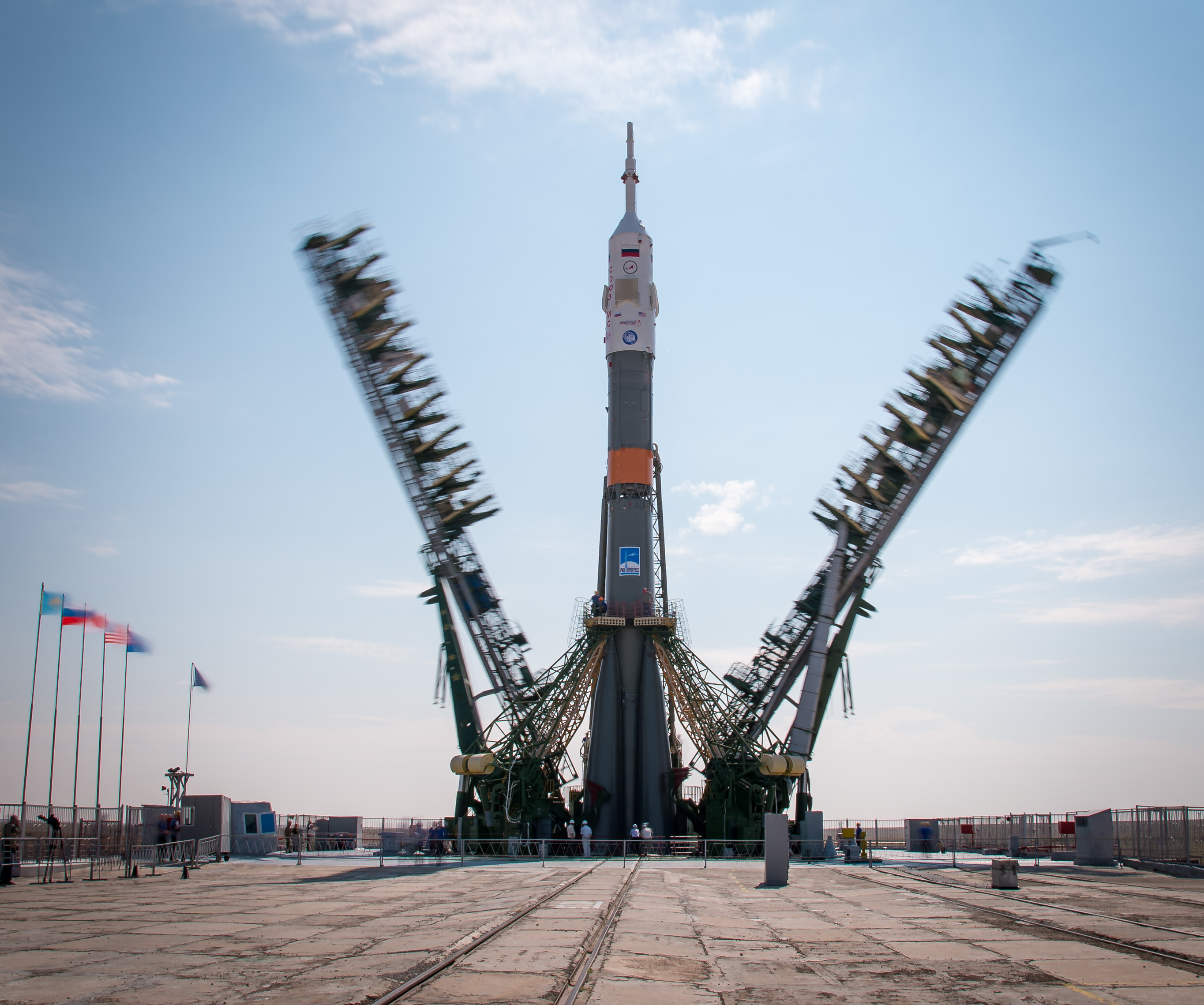
Старт корабля
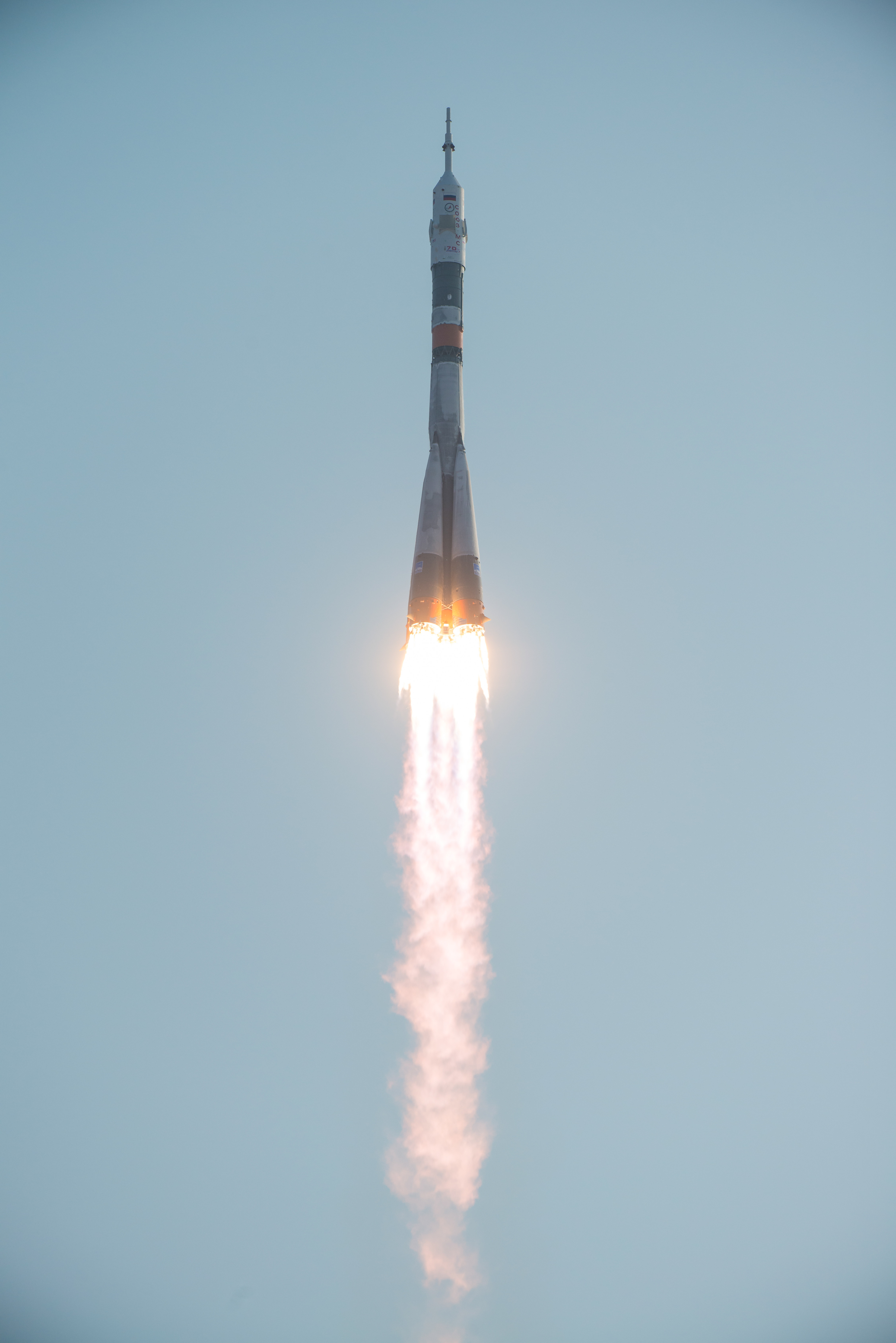
Старт корабля
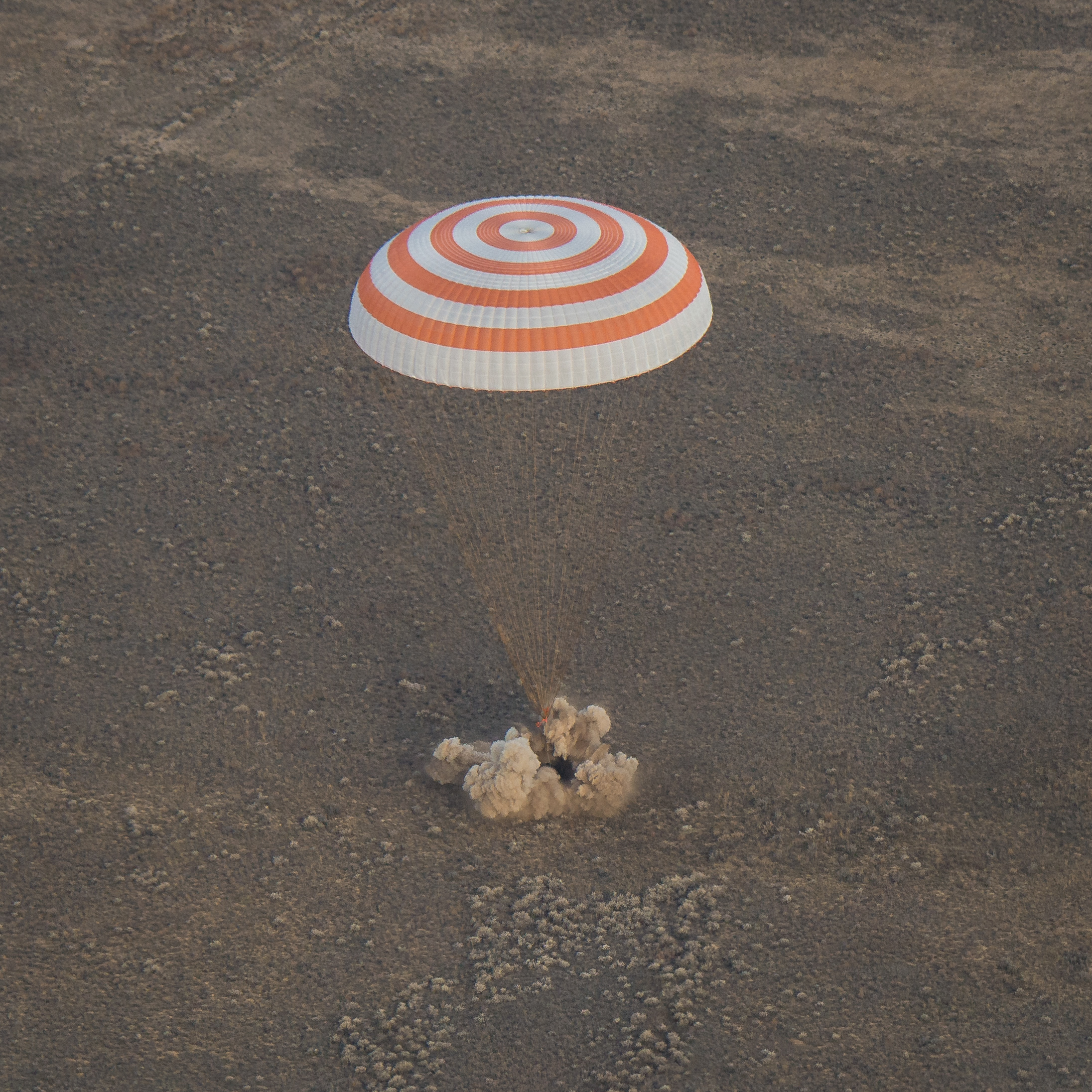
Приземлення